# Fumaça (Fußballspieler)
Fumaça – eigentlich Joselio Gomes Eugenio – (* 18. Mai 1973 in João Pessoa, Brasilien), ist ein ehemaliger brasilianisch-portugiesischer Fußballspieler. In der Zeit als Profispieler war er bekannt als José Rodrigues Alves Antunes, kurz José Antunes (* 15. Juli 1976 in Belém, Brasilien). Er wurde vorrangig im offensiven Mittelfeld eingesetzt. Seit seinem Karriereende ist er als Trainer tätig.

## Karriere

### Als Spieler
Fumaça spielte bis zum Sommer 1998 beim brasilianischen Verein AE Catuense. Im Sommer 1998 wechselte er zum englischen Zweitligisten Birmingham City. Dort kam er jedoch nicht zum Einsatz. Anfang März 1999 wechselte er zum Drittligisten Colchester United, wo er zu einem Einsatz kam. Einen Monat später wechselte er zum Zweitligisten FC Barnsley, wo er jedoch wieder keinen Einsatz bestritt. Im Sommer 1999 wechselte er dann zum Ligakonkurrenten Crystal Palace und kam zu drei Einsätzen, bevor Fumaça schon im September 1999 vom Erstligisten Newcastle United verpflichtet wurde. Für diesen kam er bis zum Saisonende 1999/2000 zu fünf Einsätzen im englischen Oberhaus.
Im Sommer 2000 wurde sein Vertrag nicht verlängert und Fumaça war vereinslos. Im Januar 2001 kehrte er nach Brasilien zu seinem ehemaligen Klub AE Catuense, der seit 2001 Catuense Futebol heißt, zurück. Nach einem Jahr wechselte er zu America FC. Nach einem halben Jahr bei diesem Verein und einem halben Jahr bei Caxias FC, kehrte Fumaça im Januar 2003 erneut zu Catuense Futebol zurück.
Im September 2004 wechselte er zum zweiten Mal nach Europa. Diesmal unterschrieb er einen Vertrag beim tschechischen Erstligisten 1. FK Drnovice. Fumaça kam zu zehn Einsätzen und erzielte ein Tor. Der Verein stieg jedoch nach einem Lizenzverzicht in die zweite Liga ab.
Daraufhin wechselte Fumaça nach Deutschland. Er unterschrieb einen Vertrag beim Oberligisten Türkiyemspor Berlin. In der Saison 2005/06 kam er zu 15 Einsätzen und erzielte zwei Treffer. Im Mai 2006 absolvierte er ein Probetraining beim Zweitligisten SC Paderborn 07, die ihn daraufhin im Juni 2006 für ein Jahr unter Vertrag nahmen. Jedoch konnte Fumaça sich nicht durchsetzen und stand nur ein einziges Mal im Kader, wurde jedoch nicht eingesetzt. Im Januar 2007 wechselte er deshalb zum Regionalligisten SV Wilhelmshaven. Dort kam er bis zum Saisonende 2006/07 zu zehn Einsätzen und erzielte einen Treffer. Im Sommer 2007 lief sein Vertrag aus und Fumaça war vereinslos. Zur Rückrunde 2007/08 kehrte er zu Türkiyemspor Berlin in die Oberliga zurück. Dort kam er zu sieben Einsätzen. Am Ende der Saison belegte der Verein Platz 3 und schaffte den Aufstieg in die Regionalliga.
Im Sommer 2008 beendete Fumaça jedoch verletzungsbedingt seine aktive Karriere. Im März 2010 stand er jedoch noch bei drei Spielen für die FSV Hansa 07 Berlin in der Kreisliga auf dem Platz.

### Als Trainer
Im Oktober 2009 wurde Fumaça Trainer der C-Jugend der FSV Hansa 07 Berlin. Zur Saison 2012/13 übernahm er den Posten des Cheftrainers der ersten Mannschaft, bis zum Rücktritt am 18. Oktober 2013.